# イモージェン・クーパー
デイム・イモージェン・クーパー，DBE（英語: Imogen Cooper、1949年8月28日 - ）は、イギリスのピアニスト。

## 経歴
1949年、音楽学者マーティン・クーパーの娘としてロンドンで生まれた。ロンドンでキャスリーン・ロングに師事した後、パリでジャック・フェヴリエとイヴォンヌ・ルフェビュールに、ウィーンでイェルク・デムスとパウル・バドゥラ＝スコダに師事した。とりわけウィーン時代にアルフレート・ブレンデルに入門し、その愛弟子として知られるようになった。
2007年の新年に大英帝国勲章（CBE）を授与され、また、2021年に大英帝国勲章（DBE）を授与された。よって、DBEの叙勲によりデイムが敬称となった。

## 演奏ならびにその特徴
得意のレパートリーはフランツ・シューベルトやロベルト・シューマンであるが、現代音楽（例えばトーマス・アデス）の演奏にも携わっている。